# Letitia Vriesde
Letitia Alma Vriesde, purinamska atletinja, * 5. oktober 1964, Paramaribo, Surinam.
Nastopila je na poletnih olimpijskih igrah v letih 1988, 1992, 1996, 2000 in 2004, štirikrat se je uvrstila v polfinale teka na 800 m in enkrat teka na 1500 m. Na svetovnih prvenstvih je osvojila srebro medaljo v teku na 800 m leta 1995 in bronasto leta 2001, na svetovnih dvoranskih prvenstvih bronasto medaljo v isti disciplini leta 1995, na panameriških igrah pa zlato in bronasto medaljo v teku na 800 m ter srebrno v teku na 1500 m. Leta 2003 je prejela javno opozorilo zaradi dopinga in izgubila zlato medaljo s panameriških igrah. 